# Ante Ciliga
Ante Ciliga (parfois appelé Anton Ciliga), né le 20 février 1898 à Šegotići, Chegotitchi, sur la commune de Marčana, près de Pula (aujourd'hui en Croatie) et mort le 21 octobre 1992 à Zagreb, est un homme politique et un écrivain croate. Il est l'un des fondateurs du Parti communiste yougoslave. Opposant au stalinisme, il fut pour cette raison détenu plusieurs années en URSS. Il décrivit son expérience dans son ouvrage Dix ans au pays du mensonge déconcertant, publié pour la première fois en 1938.

## Biographie
Après la Première Guerre mondiale, Ante Ciliga adhère au Parti socialiste croate, puis rejoint la Ligue des communistes de Yougoslavie à partir de 1920. Il poursuit ses études d'histoire et de philosophie en exil et participe à la création de la Fédération internationale des étudiants marxistes. Il obtient un doctorat d'Histoire à l'université de Zagreb. Devenu membre du bureau politique du comité central du Parti communiste yougoslave, il est distingué par l'état-major du Komintern, qui lui confie la direction de la lutte révolutionnaire en Europe centrale.
Expulsé de Yougoslavie en 1925, il se rend à Moscou en 1926 pour y enseigner. Il prend alors conscience de la réalité du régime soviétique, et rejoint l'opposition à Staline. Participant à un groupe clandestin assimilé au trotskisme, il est arrêté le 21 mai 1930 par la Guépéou, la police politique stalinienne.
Emprisonné à Léningrad, jugé par le « collège spécial » de la Guépéou sans avoir été entendu, Ciliga est incarcéré pendant trois années dans l'isolateur politique de Verkhneouralsk, réservé aux « prisonniers de marque ». Il y fait la connaissance de plusieurs opposants russes, comme Serge Tigounov, membre du « Groupe ouvrier », dont le leader était Gavril Miasnikov. Durant ces années, il aboutit à la conclusion que le léninisme porte en lui les germes de la décomposition que connaissait alors la Russie, et que ce n'est pas un retour aux sources du bolchévisme qui pourrait redresser la situation. En 1933, il est déporté à Ienisseïsk, en Sibérie. Mais en raison de sa nationalité italienne et grâce à une campagne menée en sa faveur en Occident, il est finalement expulsé d'Union soviétique en décembre 1935. Il vit alors à Paris.
En 1936 et 1937, il écrit Au Pays du grand mensonge, qui est publié en 1938. C'est un récit de ses années passées en Union soviétique et une analyse politique de son régime, qu'il considérait comme étant capitaliste d'État. Cet ouvrage est augmenté par la suite à plusieurs reprises, sa version définitive portant le titre Dix ans au pays du mensonge déconcertant. En France, Ciliga achève la rédaction du second volume de ses mémoires : Sibérie, terre de l'exil et de l'industrialisation, en août 1941.
Il a la possibilité de partir en Amérique, mais il préfère retourner en Croatie en décembre 1941, alors que le pays est à l'époque allié à l'Allemagne nazie, sous la dictature d'Ante Pavelić. Ciliga est arrêté peu après son arrivée par l'Ustaše, puis envoyé au camp de concentration de Jasenovac sous le poids d'une condamnation à mort. Il en est cependant libéré le 1er janvier 1943, peut-être grâce à certains éléments favorables aux Alliés parmi les autorités croates, alors que les forces allemandes étaient empêtrées en URSS. Il donne alors des conférences à l'université de Zagreb et écrit des articles dans le journal Spremnost, un organe de presse ustaši .
Peu après le débarquement en Normandie, en juin 1944, Ciliga se rend à Berlin, en tant que journaliste. Ciliga a abandonné l'idéologie communiste et il est devenu un « nationaliste ardent » ce qui l'oblige à fuir l'avènement d'un régime communiste en Yougoslavie. Fuyant ensuite Berlin, menacée par l'Armée rouge, Ciliga peut gagner la France puis l'Italie. Au cours des années d'après-guerre, il se déplace entre Paris et Rome, toujours inquiet de la menace des puissants partis communistes de ces deux pays. Il continue à écrire durant ces années et se fixe à Rome.
Ses préoccupations se déplacent alors vers la question des nationalités en Yougoslavie. Il établit un parallèle entre la domination russe en Union soviétique et la domination serbe en Yougoslavie. Il est favorable à l'établissement d'États souverains démocratiques, à l'intérieur desquels les droits des minorités seraient garantis. Il se rend en 1969 aux États-Unis — pour l'unique voyage qu'il effectue dans ce pays — afin d'assister à un symposium à l'Université de Caroline du Sud. Il écrit également dans des journaux de la diaspora croate, dont il devient un membre politique éminent, avant de revenir finir ses jours en Croatie.

## Citation
- « Ni Dieu ni maître, me disait une voix venue des profondeurs de mon subconscient. Elle n'en était pas moins perceptible, ferme, impérative. Le portrait de Lénine qui était sur la table de ma cellule fut déchiré en mille morceaux et jeté dans la boîte à ordures... » - Dix ans au pays du mensonge déconcertant (1950)[3]

## Archives
- Les archives d'Ante Ciliga sont conservées à la Bibliothèque nationale universitaire de Zagreb.
- Inventaire du fonds d'archives de Ante Ciliga conservé à La Contemporaine (ce fonds est composé de photocopies de pièces dont les origines et les lieux de conservation ne sont pas précisés)